# Metropolregion Genf-Lausanne
| Metropolregion Genf-Lausanne Métropole lémanique | Metropolregion Genf-Lausanne Métropole lémanique |
| ------------------------------------------------ | ------------------------------------------------ |
| Kantone:                                         | Genf Waadt                                       |
| Fläche:                                          | 3495 km²                                         |
| Einwohner:                                       | 1'321'105 (31. Dezember 2020)                    |
| Bevölkerungsdichte:                              | 378 Einwohner pro km²                            |
| Website:                                         | www.metropole-lemanique.ch                       |

Die Metropolregion Genf-Lausanne (französisch Métropole lémanique) ist ein städtischer Wirtschaftsraum in der Romandie (französischsprachige Schweiz). Diese polyzentrische Metropolregion mit den zwei Kernstädten Genf und Lausanne ist mit 1'321'105 Einwohnern (31. Dezember 2020) nach der Metropolregion Zürich das grösste Ballungsgebiet der Schweiz. Die Bezeichnungen Metropolraum Genf-Lausanne und Metropolitanraum Genf-Lausanne sind eher in der deutschsprachigen Schweiz gebräuchlich. Die Region wird nach dem französischen Namen des Genfersees auch Métropole lémanique genannt und umfasst die Kantone Genf und Waadt.

## Abgrenzung

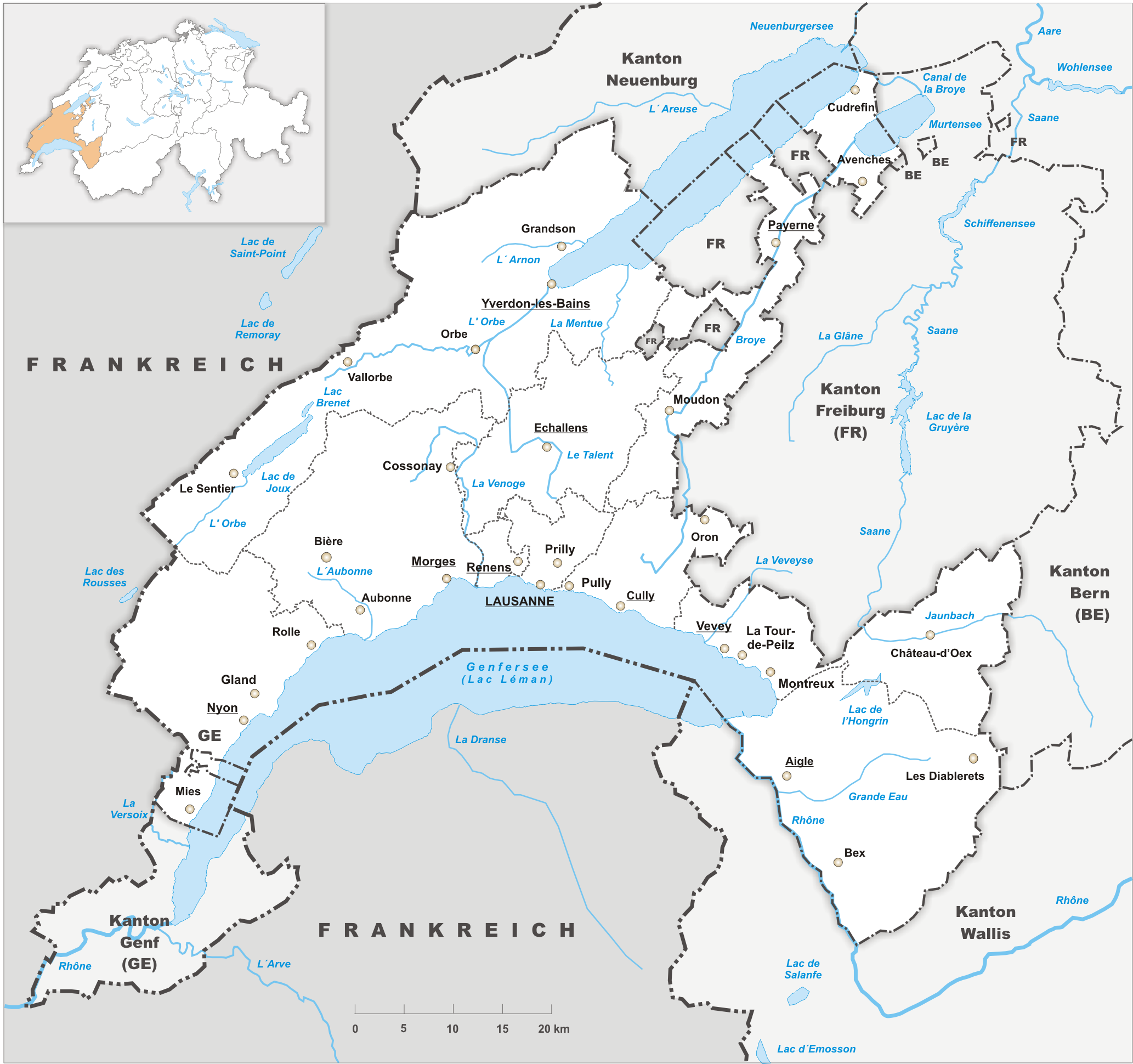
Karte des Kantons Waadt, welcher den Hauptteil der Metropolregion ausmacht

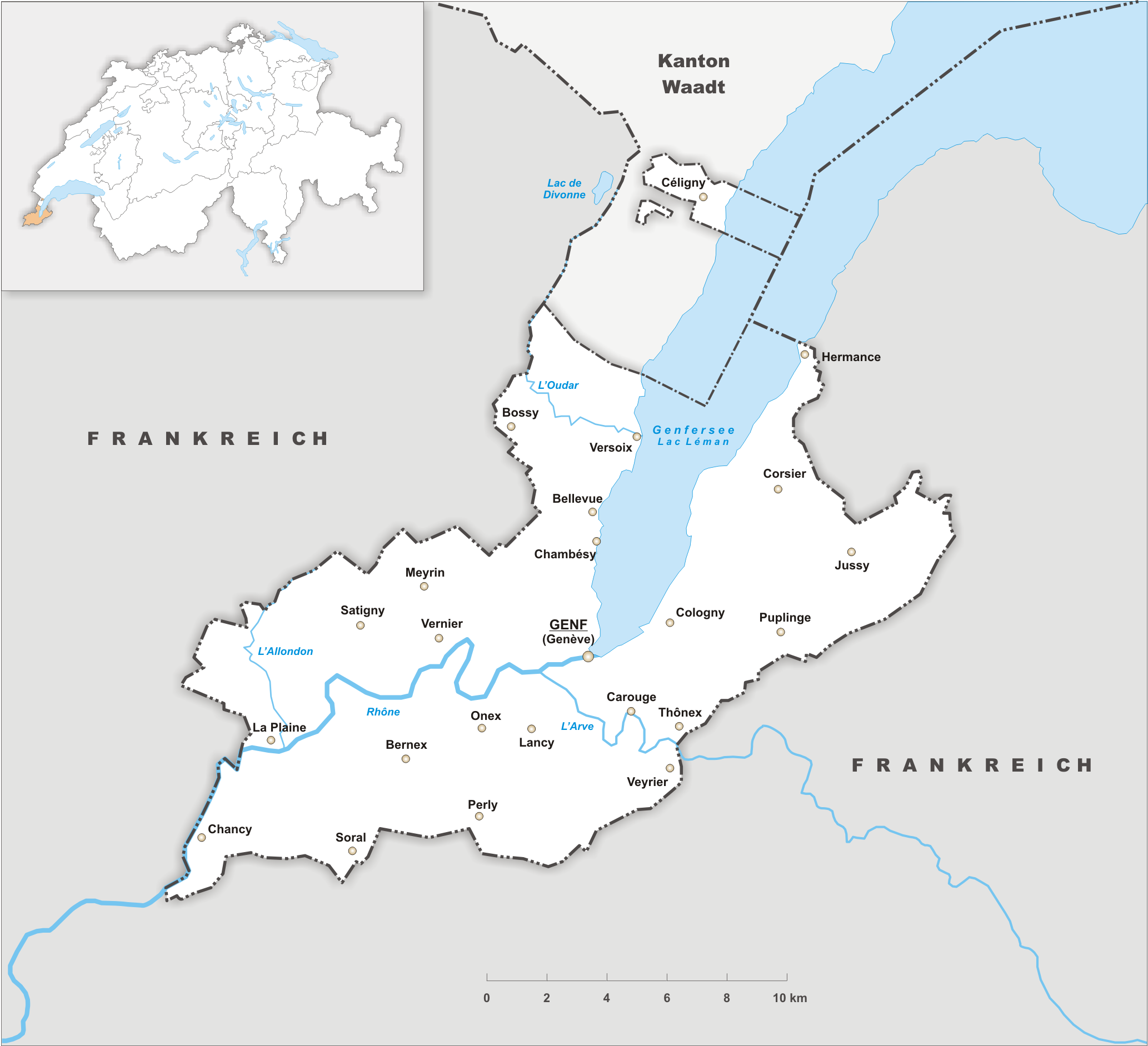
Karte des Kantons Genf

Die meisten Siedlungen befinden sich an der nördlichen Küste des Genfersees (französisch Lac Léman). Der östliche Teil dieses Gebiets mit den Städten Vevey, La Tour-de-Peilz und Montreux wird auch Waadtländer Riviera genannt. An der südwestlichen Spitze des Sees befindet sich die grösste Stadt der Romandie, Genf. Lausanne, der Hauptort des Kantons Waadt, liegt im Zentrum des Ballungsgebietes. Weiter gehört die Stadt Yverdon-les-Bains im Norden des Kantons Waadt zur Metropolregion Genf-Lausanne.

## Bedeutende Städte
- Genf (französisch Genève) ist der Hauptort des gleichnamigen Kantons und liegt am südwestlichen Ende des Genfersees. Die Stadt selbst hat 206'635 Einwohner und etwa 645'600 Einwohner in der Agglomeration. Zu dieser gehören nebst den Schweizer Vororten (u. a. Vernier, Meyrin und Carouge) auch Teile der französischen Départements Ain und Haute-Savoie. Genf ist Sitz vieler internationaler Organisationen, beispielsweise der Vereinten Nationen. Sie gilt als die international wichtigste Stadt der Schweiz und hat einen Ausländerteil von 50.1 Prozent.

- Lausanne ist nach Genf die zweitgrösste Stadt der Romandie und der Hauptort des Kantons Waadt. Die Stadt selber, die auch am Genfersee liegt, hat 144'160 Einwohner. Fast der gesamte Hang von Lausanne ist heute überbaut, weist aber einige grössere Freiflächen (Parkanlagen, kleine Waldgebiete) auf. Somit zählt die Agglomeration Lausanne heute rund 312'000 Einwohner. Lausanne gilt als Bildungszentrum der Westschweiz. Zu den bedeutendsten Bildungseinrichtungen zählen die Universität Lausanne (UNIL) und die Eidgenössische Technische Hochschule Lausanne (EPFL) sowie die Hotelfachschule Hotelfachschule Lausanne (EHL). Daneben gibt es zahlreiche Berufsschulen, unter anderem die Ingenieurschule des Kantons Waadt.

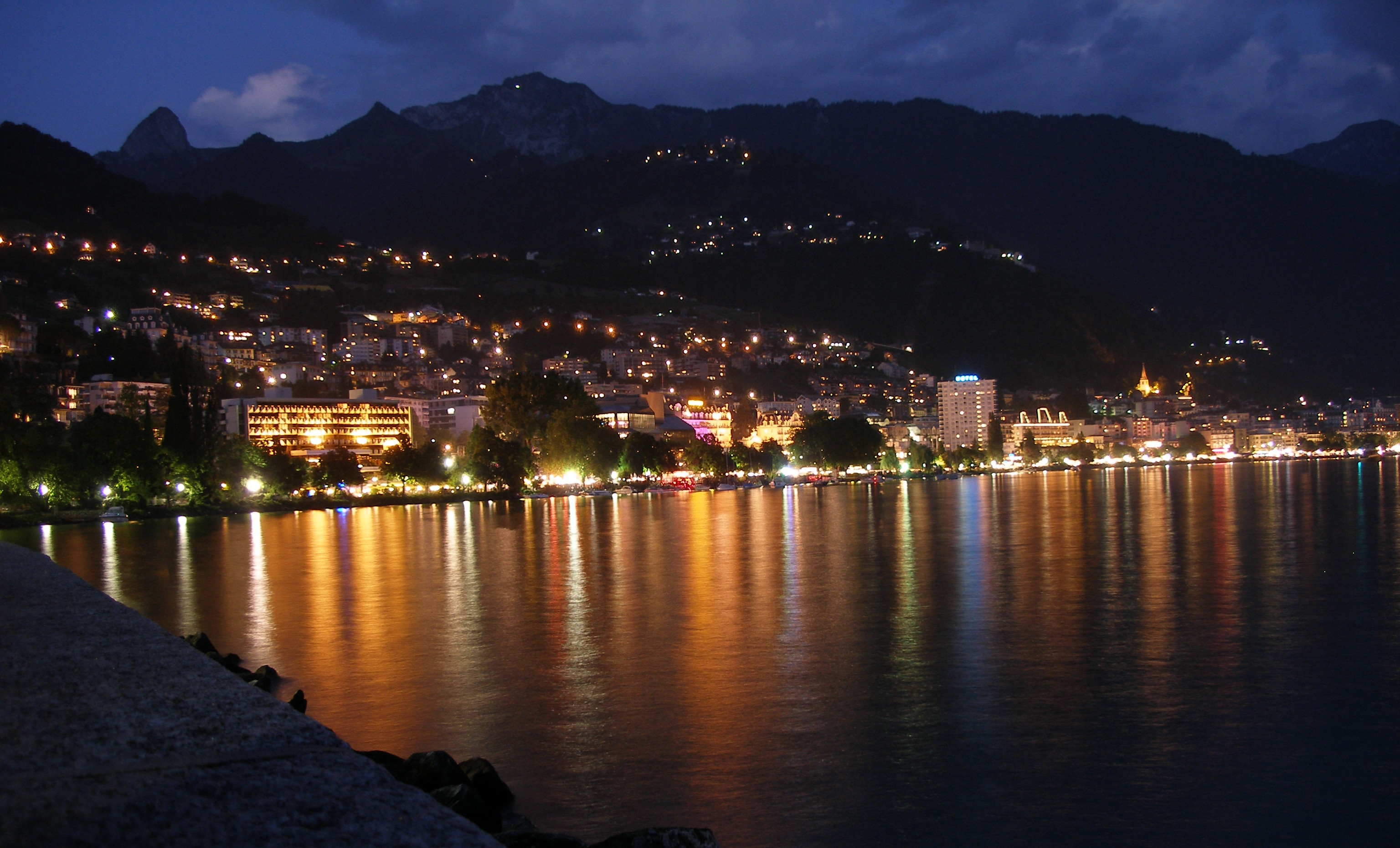
Montreux bei Nacht

- Montreux im Kanton Waadt hat 26'828 Einwohner. Die Agglomeration Vevey-Montreux, zu der auch Gemeinden des Kantons Freiburg gehören, hat 81'484 Einwohner. Montreux ist bekannt für seine aussergewöhnliche Lage am Ufer im Schutz der Berggipfel der Waadtländer Alpen, was diese Stadt zu einem der bedeutendsten Touristenorte der Schweiz macht. Bekannt ist Montreux vor allem wegen des Montreux Jazz Festivals, das jedes Jahr im Juli stattfindet.
- Vevey liegt am Nordostufer des Genfersees und hat 20'139 Einwohner. Die Nestlé S.A., einer der grössten Nahrungsmittelkonzerne der Welt, hat ihren Hauptsitz in Vevey. Am Seeufer befindet sich das Alimentarium, das Ernährungsmuseum von Vevey, welches von Nestlé unterstützt wird.
- Nyon hat 23'016 Einwohner und liegt am Nordwestufer des Genfersees, zwischen Genf und Lausanne. Obwohl Nyon im Kanton Waadt liegt, gehört es zur Agglomeration von Genf. Der Sitz der UEFA (europäischer Fussballverband) befindet sich in Nyon.
- Yverdon-les-Bains liegt anders als die meisten Städte des Metropolraumes Genf-Lausanne nicht am Nordufer des Genfersees, sondern am südwestlichen Ende des Neuenburgersees. Yverdon-les-Bains hat 30'202 Einwohner und befindet sich im Norden des Kantons Waadt.

## Internationale Organisationen
Zahlreiche wichtige internationale Organisationen haben ihren Hauptsitz in der Metropolregion Genf-Lausanne. Vor allem in Genf haben sich viele Institutionen niedergelassen.
Genf:
- Vereinte Nationen (UNO)
- Welthandelsorganisation (WTO)

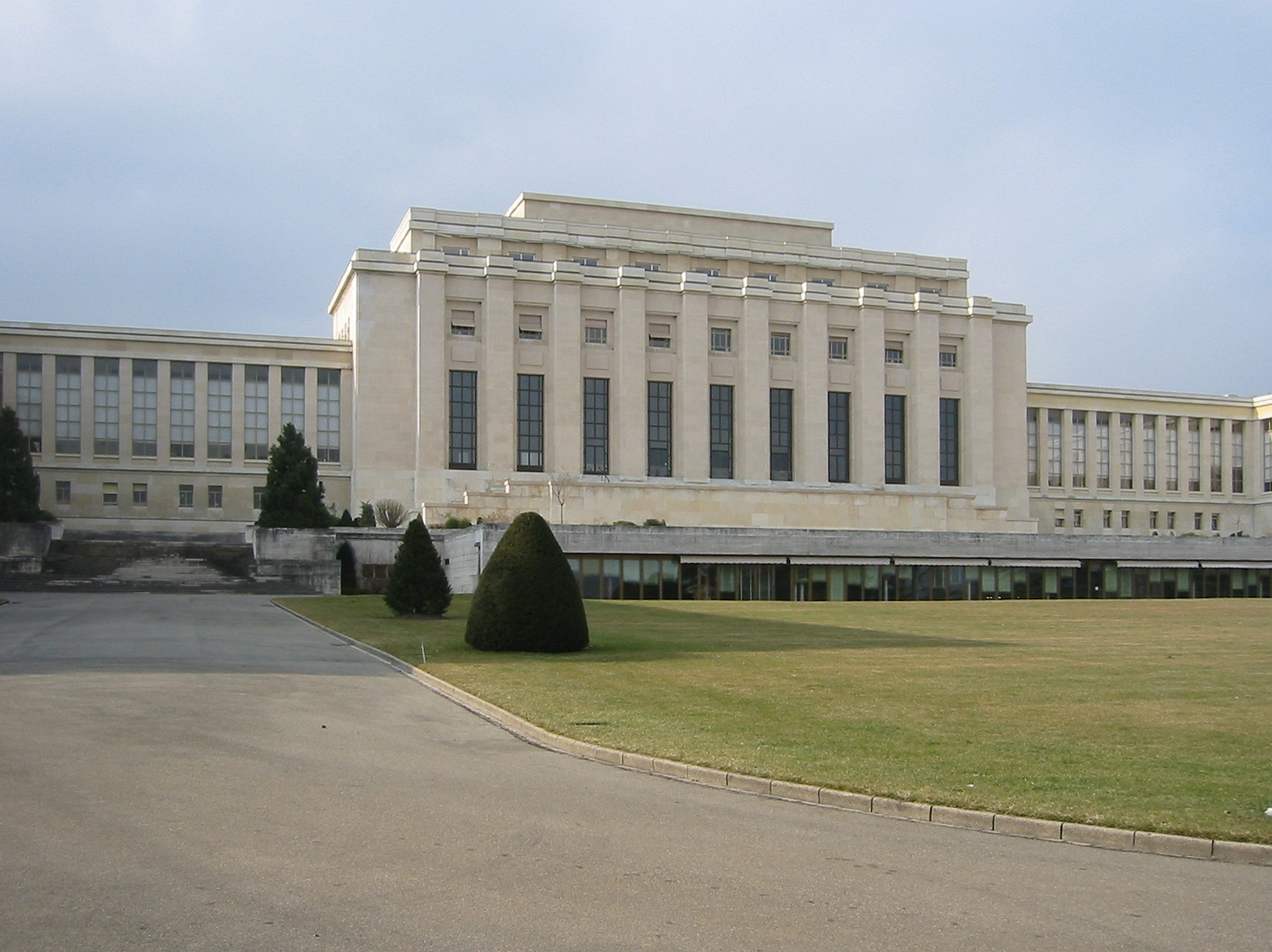
Der Völkerbundpalast (Palais des Nations), europäischer Hauptsitz der Vereinten Nationen

- Internationales Komitee vom Roten Kreuz (IKRK)
- Weltgesundheitsorganisation (WHO)

Lausanne:
- Internationales Olympisches Komitee (IOC)
- Internationaler Sportgerichtshof (CAS)

Nyon:
- UEFA – Vereinigung europäischer Fussballverbände